# Халденслебен
Халденслебен (њем. Haldensleben) град је у њемачкој савезној држави Саксонија-Анхалт. Једно је од 35 општинских средишта округа Берде. Према процјени из 2010. у граду је живјело 19.101 становника. Посједује регионалну шифру (AGS) 15083270, NUTS (DEE07) и LOCODE (DE HLH) код.

## Географски и демографски подаци
Халденслебен се налази у савезној држави Саксонија-Анхалт у округу Берде. Град се налази на надморској висини од 54 метра. Површина општине износи 137,7 km². У самом граду је, према процјени из 2010. године, живјело 19.101 становника. Просјечна густина становништва износи 139 становника/km².

## Међународна сарадња
| Мјесто | Држава | Врста сарадње | Од    |
| ------ | ------ | ------------- | ----- |
|        | Пољска | партнерство   | 1992. |
| Извор  |        |               |       |